# Helge Janßen

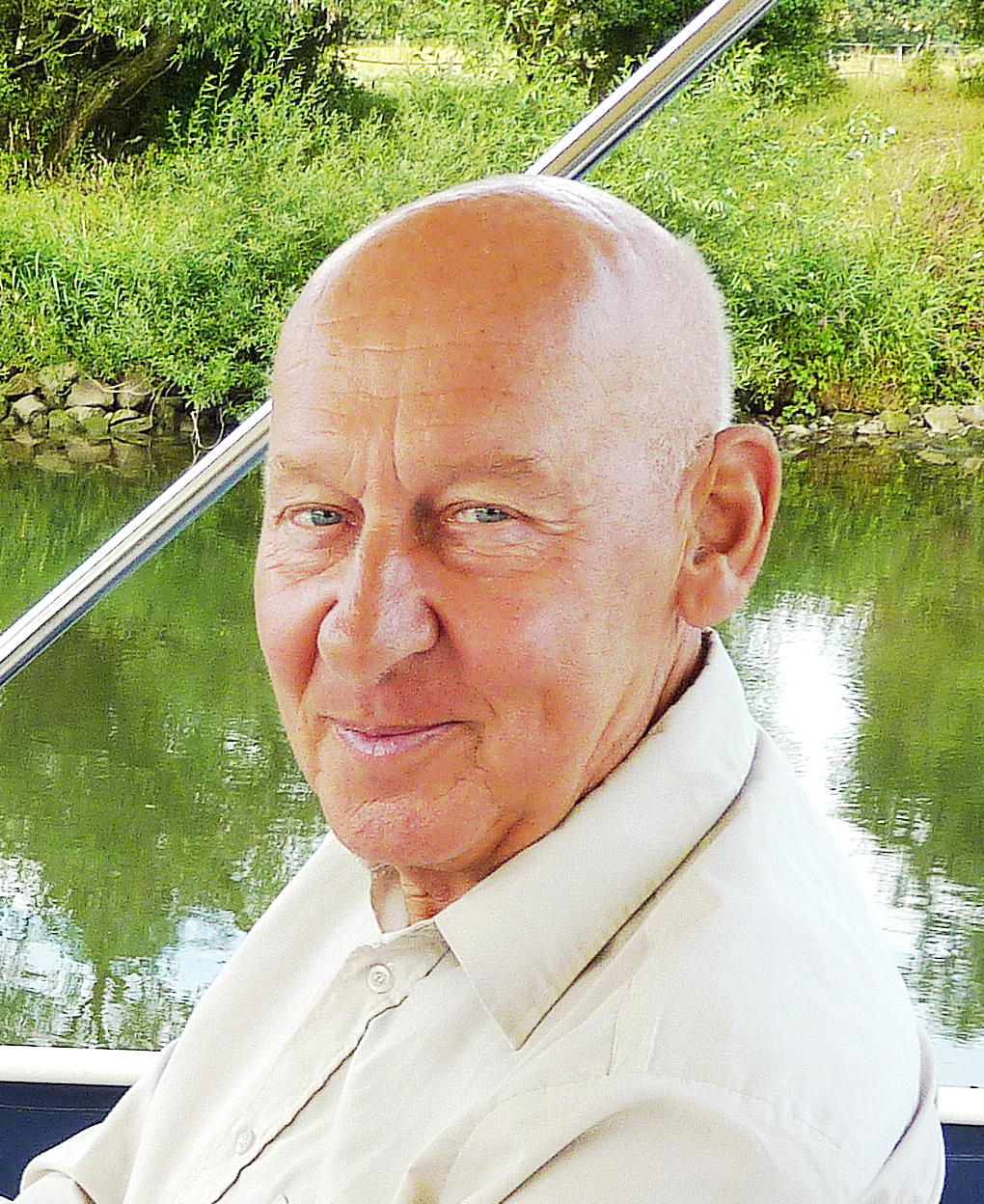
Helge Janßen (2010)

Helge Janßen (* 1939) ist ein deutscher Sachbuch- und Romanautor.

## Leben
Janßen absolvierte ein Ingenieursstudium und ist Pensionär. Er segelte rund 40 Jahre auf der Ostsee und bereiste von 2004 bis 2013 mit seiner Motoryacht die europäischen Binnengewässer. Helge Janßen arbeitete 15 Jahre lang bei Deutschlands größtem Vercharterer von Segelyachten als Berater im Qualitätsmanagement und als Personaltrainer.
Janßen verfasst seit 1978 Fachliteratur über den Bereich Segelsport. Er schrieb Artikel in der Segelzeitschrift Yacht und ist Autor von zwölf Sachbüchern über das Segeln, Autofahren und Reisebücher. Er wirkte an den Drehbüchern der 80-Minuten-Fernsehfilme Segeln macht frei (Teil 1 und 2) mit, die vom NDR für das Fernsehen verfilmt und erstmals 1985 in den Dritten Programmen gesendet wurden. Darüber hinaus veröffentlichte er bis 2018 vierzehn weitere Bücher wie Tatsachenromane, ein Reisebuch mit Kurzgeschichten und eines über sein Leben als Autonarr und weitere.

## Veröffentlichungen
- Hafenrees. Verlag für Wassersport, Neumünster 1978.
- Dänemarks Häfen aus der Luft. Delius Klasing Verlag, Bielefeld.
  - Band 1: Südwestliche Ostsee einschliesslich Flensburger Förde, Samsö und Öresund. 6. Auflage. 1995, ISBN 3-7688-0376-7.
  - Band 2: Kattegatt, Skagerrak, Nordseeküste, Limfjord, Bornholm. 3. Auflage. 1991, ISBN 3-7688-0426-7.
- Das Buch der Bordfrau. 1987, ISBN 3-7688-0563-8.
- Überhol deine Navigation. 1988, ISBN 3-87412-090-2.
- Wolf D. von Heimburg: Ostseeküste Travemünde bis Flensburg. Neubearbeitung der 6. Auflage durch Helge Janßen, ISBN 3-7688-0210-8.
- Mit dem Boot ins Winterlager. 1989, ISBN 3-87412-096-1.
  - englisch: Laying up your boat. Adlard Coles Nautical, London 1991, ISBN 0-7136-3456-1.
- Namensbuch für Yachten. Delius Klasing Verlag, 1994, ISBN 3-7688-0864-5.
- Schauerböen – sonst gute Sicht. Ein Seglerleben auf der Ostsee. 2008, ISBN 978-3-7688-2472-9.
- Wenn einer eine Reise tut geht manchmal was daneben. (38 Schmunzel-Grusel-Erlebnisse eines Weitgereisten). BoD-Verlag 2013, ISBN 978-3-7357-7079-0.
- Ganz nach oben. Vom Wagenwäscher zum Konzernchef – Die fantastische Erfolgsgeschichte des Ronald Donner. BoD-Verlag 2014, ISBN 978-3-7357-4040-3.
- ...und wenn sie nicht verrostet sind dann fahren sie noch heute. Die einzig wahre Auto-Biografie von 1936 bis heute. BoD-Verlag 2014, ISBN 978-3-7322-8679-9.
- Schauerböen – sonst gute Sicht. Ein Seglerleben auf der Ostsee, BoD-Verlag 2014, ISBN 978-3-7357-9050-7.
- Kühler Kopf und warme Füße. Faszination Cabriofahren, BoD-Verlag 2014, ISBN 978-3-7357-9518-2.
- Europa mit der Motoryacht, 1000 Schleusen und Paris, BoD-Verlag 2014, ISBN 978-3-7386-1255-4.
- Genug gesegelt? Fahr Motorboot! Das Umsteigerbuch, EPubli 2015, ISBN 978-3-7347-9853-5.
- In 100 Tagen um die Welt. Trotz Giglio mit Costa, BoD-Verlag 2015 als Print- und Download-Ausgabe, ISBN 978-3-7347-8560-3.
- Beim Captains Dinner kam der Tod. Ein bitterböser Hochseekrimi, BoD-Verlag 2015, als Print- und Download-Ausgabe, ISBN 978-3-7386-2934-7.
- Wegen menschlichem Versagen. Die Air France Tragödie. BoD-Verlag 2015, als Print- und Download-Ausgabe, ISBN 978-3-7386-3584-3.
- Die Schuld des Kommodore? Grundberührung im Eis der Arktis. BoD-Verlag 2015, als Print- und Download-Ausgabe, ISBN 978-3-7386-3257-6.
- So werden alle Menschen doch noch Brüder – Das Weltretterbuch. BoD Verlag als Print- und Download-Ausgabe, ISBN 978-3-7460-8042-0.
- DAS BUCH OHNE STABEN – Das universelle Buch für Jedermann – BoD Verlag, ohne eine einzige Seite Text, ISBN 978-3-7528-1021-9.
- Bis 80 gut. Und wie geht`s weiter? Mein wunderschönes Leben. BoD-Verlag, 2019, 300 Seiten, ISBN 978-3-7494-6755-6